# Tour d'Émeraude
Le Tour d'Émeraude est une course cycliste française disputée dans les départements des Côtes-d'Armor et d'Ille-et-Vilaine, en Bretagne. Réservée aux coureurs amateurs, elle est organisée entre 1970 et 1997.

## Palmarès
| Année | Vainqueur            | Deuxième                     | Troisième            |
| ----- | -------------------- | ---------------------------- | -------------------- |
| 1970  | Patrice Testier      | Constantin Dumitrescu        | Marcel Duchemin      |
| 1971  | Jean-Michel Richeux  | François Hamon Daniel Blouet |                      |
| 1972  | annulé               | annulé                       | annulé               |
| 1973  | Yves Ravaleu         | Henri Dubois                 | Jean-Claude Daunat   |
| 1974  | Christian Rocher     | André Carlo                  | José Beurel          |
| 1975  | Alain Meslet         | Jean-Raymond Toso            | Raymond Durand       |
| 1976  | Philippe Tesnière    | Jacky Hardy                  | Max Le Guen          |
| 1977  | Jean-Marie Michel    | Lucien Tarsiguel             | Marc Durant          |
| 1978  | Philippe Dalibard    | Christian Leduc              | Bertrand Boivent     |
| 1979  | Marc Gomez           | Henri Le Gall                | Michel Le Sourd      |
| 1980  | Philippe Leleu       | Jean-Yves Jaglin             | John Mangan (en)     |
| 1981  | Jean-Pierre Guernion | Didier Blot                  | Jacky Gesbert        |
| 1982  | Håkan Jensen         | Allan Peiper                 | Yvon Gesret          |
| 1983  | Jean-Luc Hamon       | Pascal Trimaille             | Éric Heulot          |
| 1984  | Daniel Geffroy       | Michel Coignard              | René Taillandier     |
| 1985  | Bruno Chemin         | Jean Guérin                  | Didier Blot          |
| 1986  | Thierry Quiviger     | Éric Heulot                  | Jean-Luc Loncle      |
| 1987  | Philippe Dalibard    | Didier Champion              | Éric Heulot          |
| 1988  | Pierre Le Bigaut     | Roger Tréhin                 | Rémy Quinton         |
| 1989  | Jean Guérin          | Serge Oger                   | Michel Lallouët      |
| 1990  | Hervé Garel          | Jean-Louis Conan             | Sławomir Krawczyk    |
| 1991  | Jean-Louis Conan     | Philippe Bressey             | Didier Rous          |
| 1992  | Philippe Mauduit     | Sébastien Rondeau            | Jean-Philippe Rouxel |
| 1993  | Philippe Bresset     | Camille Coualan              | Roger Tréhin         |
| 1994  | Jean-Jacques Henry   | Samuel Pelcat                | Lauri Aus            |
| 1995  | Jean-Philippe Rouxel | Christophe Faudot            | Sébastien Rondeau    |
| 1996  | David Delrieu        | Stéphane Colas               | Serge Oger           |
| 1997  | Stéphane Conan       | Laurent Paumier              | Rémy Quinton         |